# خروس کلیسای سن‌ایزیدورودلئون

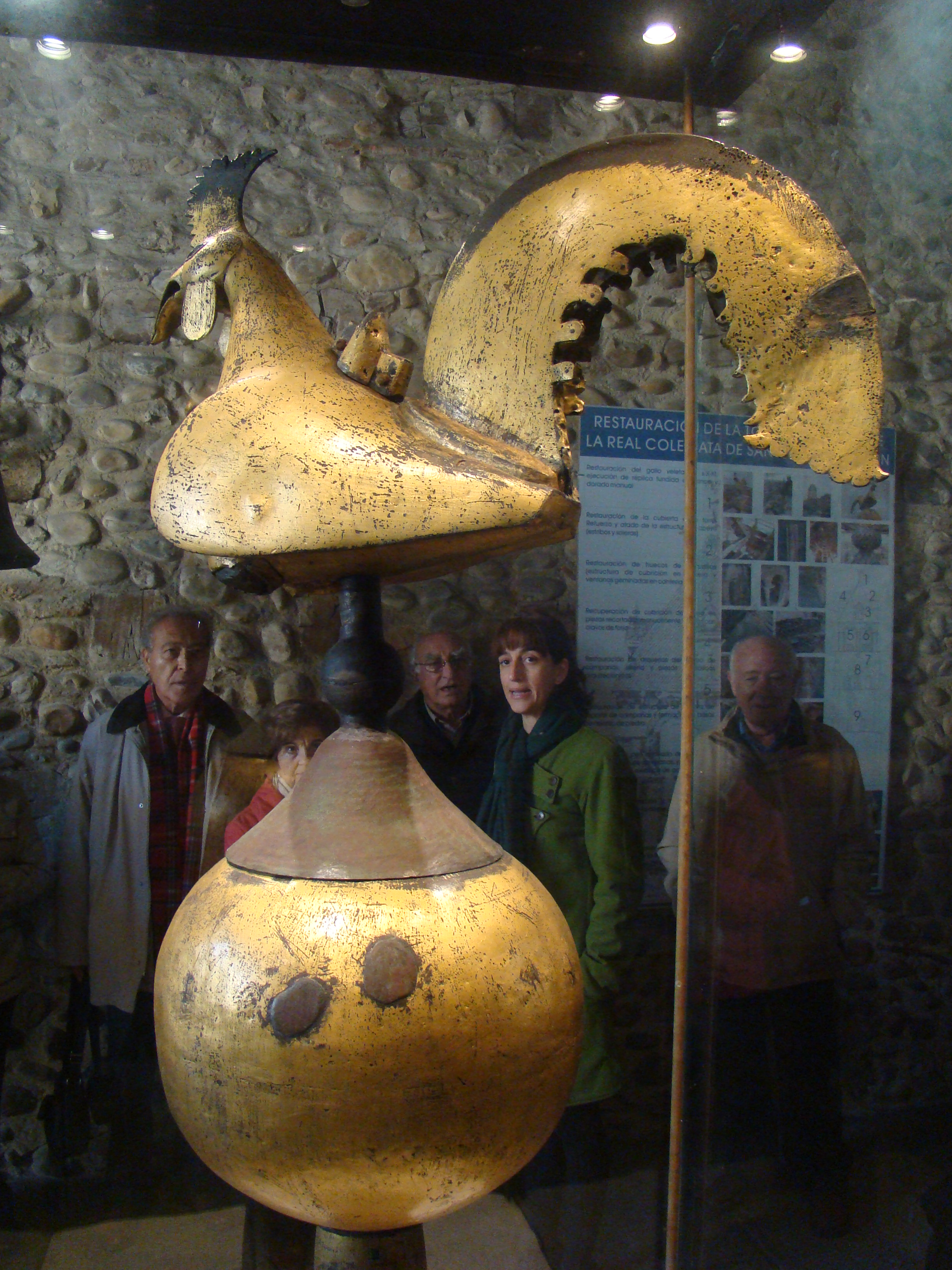
خروس در موزهٔ صومعه نگهداری می‌شود.

خروسِ این کلیسا یک بادنما است که در بالای برج رومی متعلق به این معبد قرار دارد و از سه قسمت ساخته شده‌است: خروس، کره و مخروط. این یک نماد از شهر لئون محسوب می‌شود و قرن‌ها به‌عنوان یک بادنما کار می‌کرده. در گزارش‌های تاریخی، هیچ اشاره و تاریخی که آن را به رویداد ویژه‌ای مرتبط کند وجود ندارد اما مشخص است که در قرن یازدهم میلادی در برج گذاشته شده‌است.
این سازه یک سازهٔ ایرانی-ساسانی و مربوط به پیش از اسلام است.
در سال‌های نخست قرن ۲۱، مرمت جامع برج در تمام ابعاد آغاز شد. کار از بالا به پایین شروع شد و از آنجایی که خروس در بالا بود، نخستین چیزی بود که بررسی شد. باستان‌شناسان، مورخان و مرمتگران فهمیدند که با یک اثری روبرو هستند که نیاز به بررسی میان‌رشته‌ای دارد و از گرده‌شناسان، حشره‌شناسان و دیرینه‌شناسان یاری جستند.

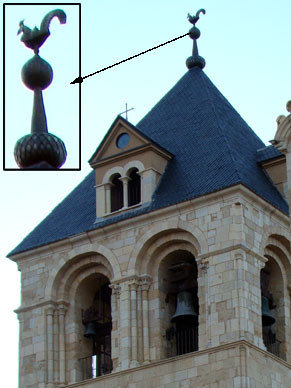
جایگاه خروس در کلیسا

در وهلهٔ نخست، دو سوراخ گلوله در یک سطح مشاهده‌پذیر دیده شد که گویا در طول جنگ استقلال اسپانیا ایجاد شده‌بود و با کیفیت بالایی از مس و روکش طلا ساخته شده‌بوده.
کشف دیگر، برخی از نویسه‌های عربی بر آن بود که چیستی آنان تاکنون پرسش‌پرانگیز است. انجمنی میان‌رشته‌ای در سال ۲۰۰۲ به بررسی این سازه پرداخت.
بررسی فضای داخلی خروس را گروه زیست‌شناسی گیاهی دانشگاه لئون انجام داد. مشاهده شد که در آن خاک و گرده‌هایی از گونه‌های گیاهی موجود در پشت بام وجود دارند و همچنین خاک درون‌اش از انواع معمول در حوزه خلیج فارس است. همه چیز حدس و گمان بود، زیرا امکان ردیابی این اثر هنری وجود نداشت و فرضیه‌ها حاکی از آن بودند که شاید این اثر از شرق توسط اندلس وارد شده‌باشد و سپس به عنوان خراج یا عواید غارت در برخی زدوخوردهای نظامی به کلیسا داده شده‌باشد.
مطالعات انجام‌شده تاریخ تقریبی ساخت خروس را نمایاندند که احتمالاً در پایان قرن ششم و آغاز قرن هفتم است.
این سازه بعداً به پایین آورده و به موزهٔ کلیسا منتقل شد.